# Piero Frescobaldi
Piero Frescobaldi (né le 2 août 1935 à Florence et mort le 25 juillet 1964 à Spa-Francorchamps) est un ancien pilote automobile italien de rallye et de circuit.

## Biographie
Piero Frescobaldi était le fils du marquis Lamberto de Frescobaldi de Montecastello della Pineta, qui était le père de sept enfants (Piero étant le cinquième enfant et le troisième fils) et propriétaire d'un riche domaine viticole en Toscane, et d'Anna Violante Negrone.
Il débute à 21 ans dans des courses de scooters, puis de motos.
Ce pilote court ensuite en compétitions officielles automobiles de 1958 (1re course aux Mille Miglia) à 1964, et participe également à deux reprises aux 24 Heures du Mans, en 1961 (sur Fiat Abarth 700S, avec son compatriote Raffaele Cammarota), et en 1963 (sur Alpine M63, avec le français René Richard) (abandon aux deux tentatives).
Piero Frescobaldi meurt pendant les 24 Heures de Spa, sur Lancia Flavia Sport Zagato, 
Piero Frescobaldi était le président de la Scuderia Biondetti Clemente de Florence, fondée en 1958.
Son frère cadet, Ferdinand (Fernandino), était également un pilote de course (et son coéquipier lors de son accident mortel. il cessa toute activité sportive automobile à la suite du décès). Ses autres frères vivants, à l'époque de sa mort, se prénommaient Dino, Vittorio, Fernandino et Leonardo.

## Palmarès

### Titre
- Champion d'Italie des rallyes de voitures Grand Tourisme (GT) de plus de 2 500 cm3, en 1962;

### Victoires
- Vainqueur du Rallye Sanremo (rallye dei Fiori - rallye des Fleurs) en 1962 (copilote Dorando Malincoli, sur Lancia Flavia Coupé HF);
- Vainqueur du Rallye del Sestriere en 1959, sur Fiat Abarth 750 Zagato;
- Vainqueur du Rallye della Toscana en 1960, sur Alfa Romeo Giulietta TI;
- Vainqueur du Rallye della Toscana en 1961, sur Ferrari 250 GT;
- Vainqueur du Troféo Campidoglio Vallelunga en 1962, sur Lancia Flaminia Zagato;
- Vainqueur du Rallye Frascati-Tuscolo en 1962, sur Lancia Flaminia Zagato;
- Vainqueur de la course de côte Alghero-Scala Piccada en 1962, sur Lancia Flaminia Zagato;
  - 3e du rallye Sanremo en 1963 (avec D.Malindori) et 1964 (avec Armeno Degli Innocenti), sur Lancia Flavia Berlina, puis Coupé HF;
  - 8e de la Targa Florio en 1962 (copilote le Comte Federico Alessandro de Sicile);
  - 9e des Mille Miglia en 1961;
  - 9e du rallye Monte-Carlo en 1962, et 13e en 1964 (copilote alors L.Rossi).

(il participa également au championnat de Formule Junior italien monoplaces en 1959, et fut l'équipier du français José Rosinski (copilote, futur journaliste) dans le Tour de France automobile la même année sur Alfa Romeo Giulietta TI)